# Famille Kilian
Pour les articles homonymes, voir Kilian.
Cette page explique l’histoire ou répertorie les différents membres de la famille Kilian.

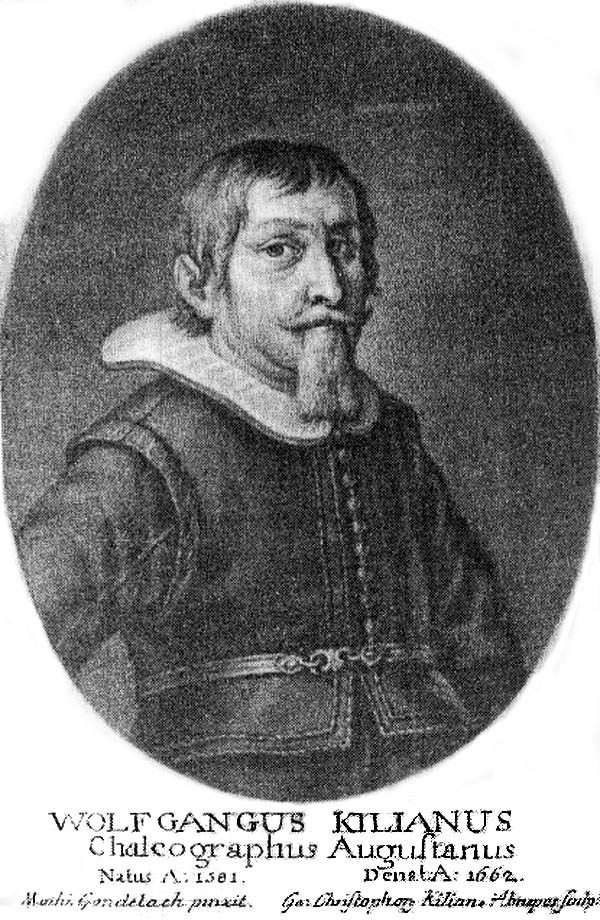
Portait de Wolfgang par Georg Christophe

La famille Kilian est une famille de graveurs d'Augsbourg, en Allemagne.

## Généalogie
- Bartholomäus (dit l'Ancien) (1548-1588), est le premier d'une longue lignée d'artistes de cette famille[1].
  - Lukas (1579-1637), fils de Bartholomäus (dit l'Ancien), qui se forma en Italie, et grava d'après Véronèse, Tintoret, Michel-Ange.
  - Wolfgang (1581-1663), fils de Bartholomäus  (dit l'Ancien), et frère de Lukas, père de Philipp et Bartholomaeus[2]. Il fut l'un des principaux artistes qui contribuèrent aux gravures illustrant l'édition de 1613 de l’Hortus Eystettensis, catalogue botanique du jardin du prince-évêque d'Eichstätt, Johann Konrad von Gemmingen.
    - Johann (1623-1697), fils de Wolfgang, orfèvre
    - Philip (1628-1693)[2], frère du précédent, dessinateur et graveur sur cuivre
      - Wolfgang Philipp (1654-1732), fils de Philipp, graveur sur cuivre
        - Johann Jacob (1678-1705), fils de Wolfgang Philipp, graveur sur cuivre
        - Marcus Philipp (1679-1715), frère du précédent, graveur
        - Johann Friedrich (1681-1747), frère des précédents, orfèvre et argentier
        - Georg (1683-1745), frère des précédents, peintre et graveur (manière noire), père de Georg Christophe[3] et Philipp Andreas.
          - Georg Christoph (1709-1781), fils de Georg, éditeur et graveur sur cuivre, qui forma une collection de l'Œuvre des Kilian conservée à la bibliothèque d'Augsbourg. Elle contient une intéressante collection de portraits de la dynastie des graveurs[4].
          - Philipp Andreas (1714-1759), frère du précédent, dessinateur et graveur sur cuivre, graveur d'Auguste III
            - Georg Martin (1739-1760), fils de Philipp Andreas, graveur sur cuivre

          - Johann (1716-1744), frère de Philipp Andreas, graveur

        - Paul (1687-1718), frère de Georg, graveur

      - Jeremias (1665-1730), frère de Wolfgang Philipp, graveur

    - Bartholomäus (1630-1696), dessinateur et graveur[2], fils de Wolfgang, dessinateur et graveur

  - Magnus, fils de Bartholomäus (dit l'Ancien)

## Portraits

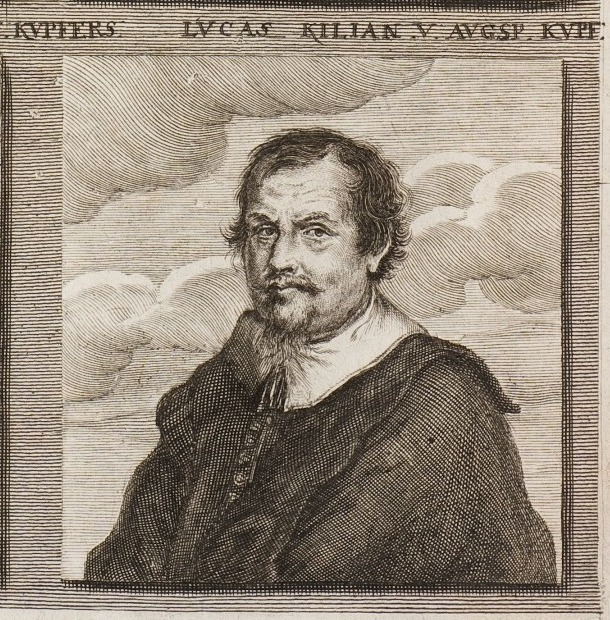
Lucas Kilian (1579–1637)
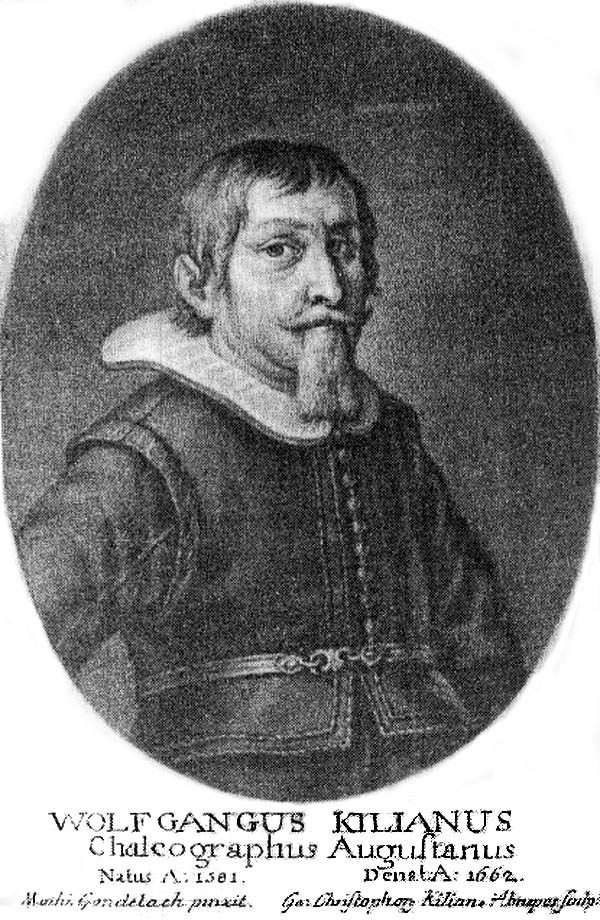
Wolfgang Kilian (1581–1663)
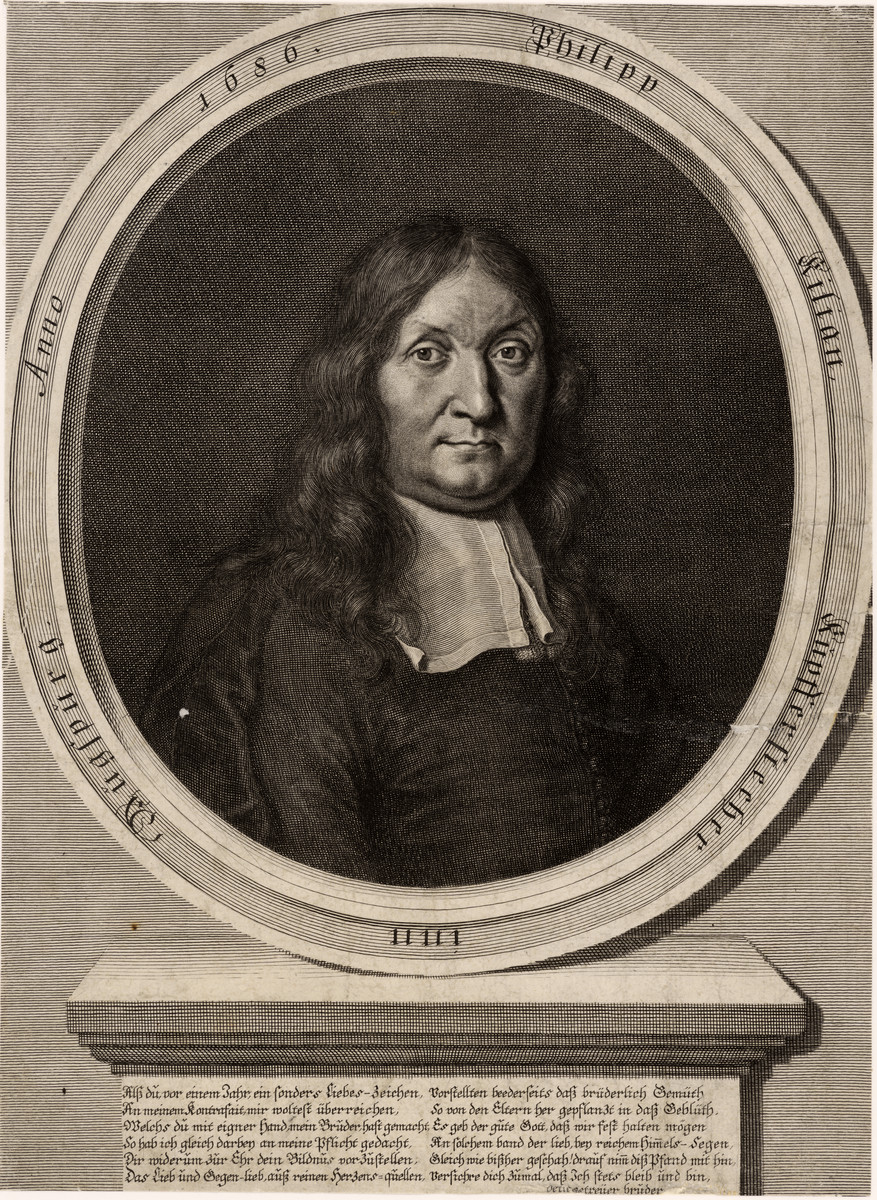
Philipp Kilian (1628–1693)
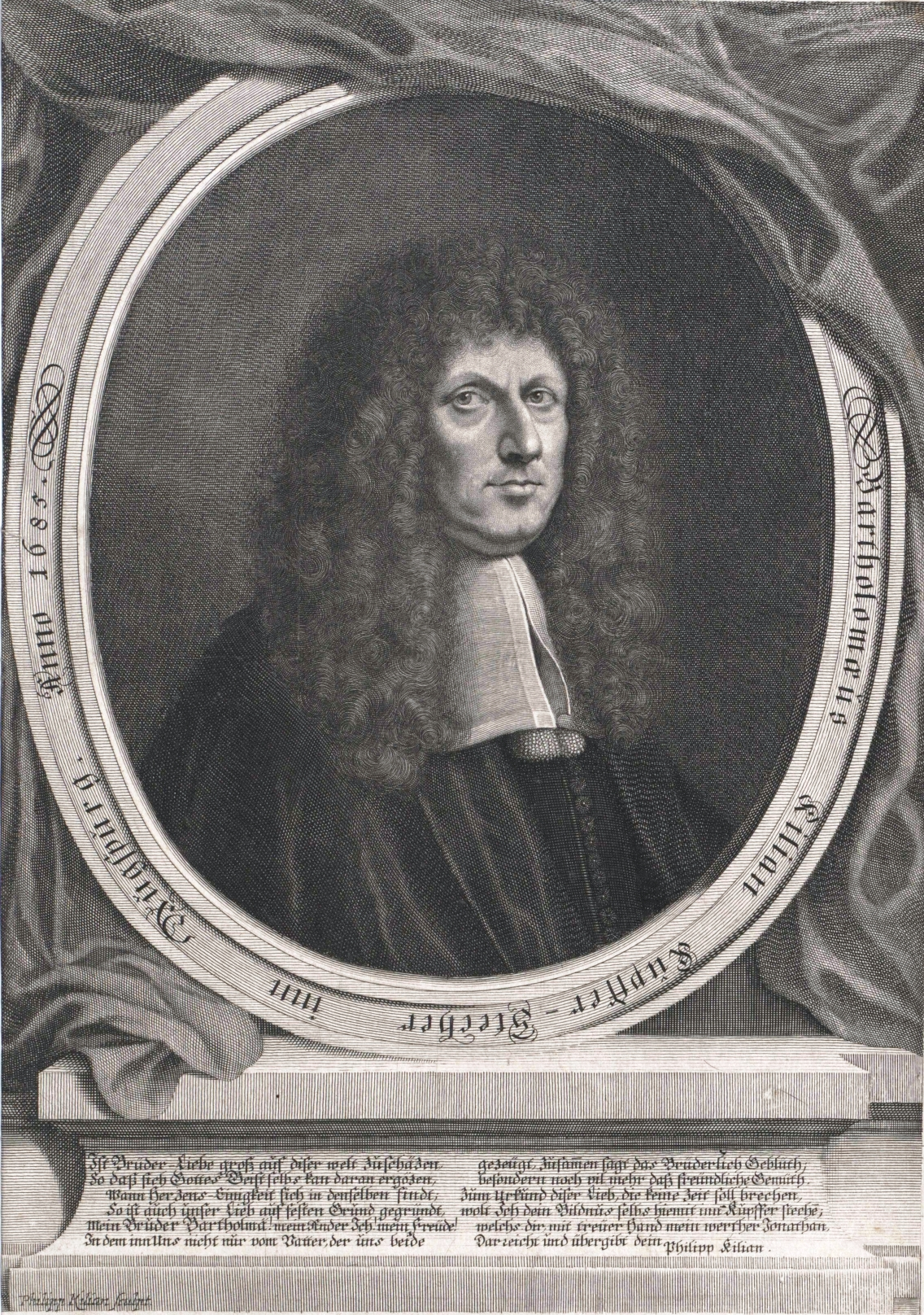
Bartholomäus Kilian (1630–1696)
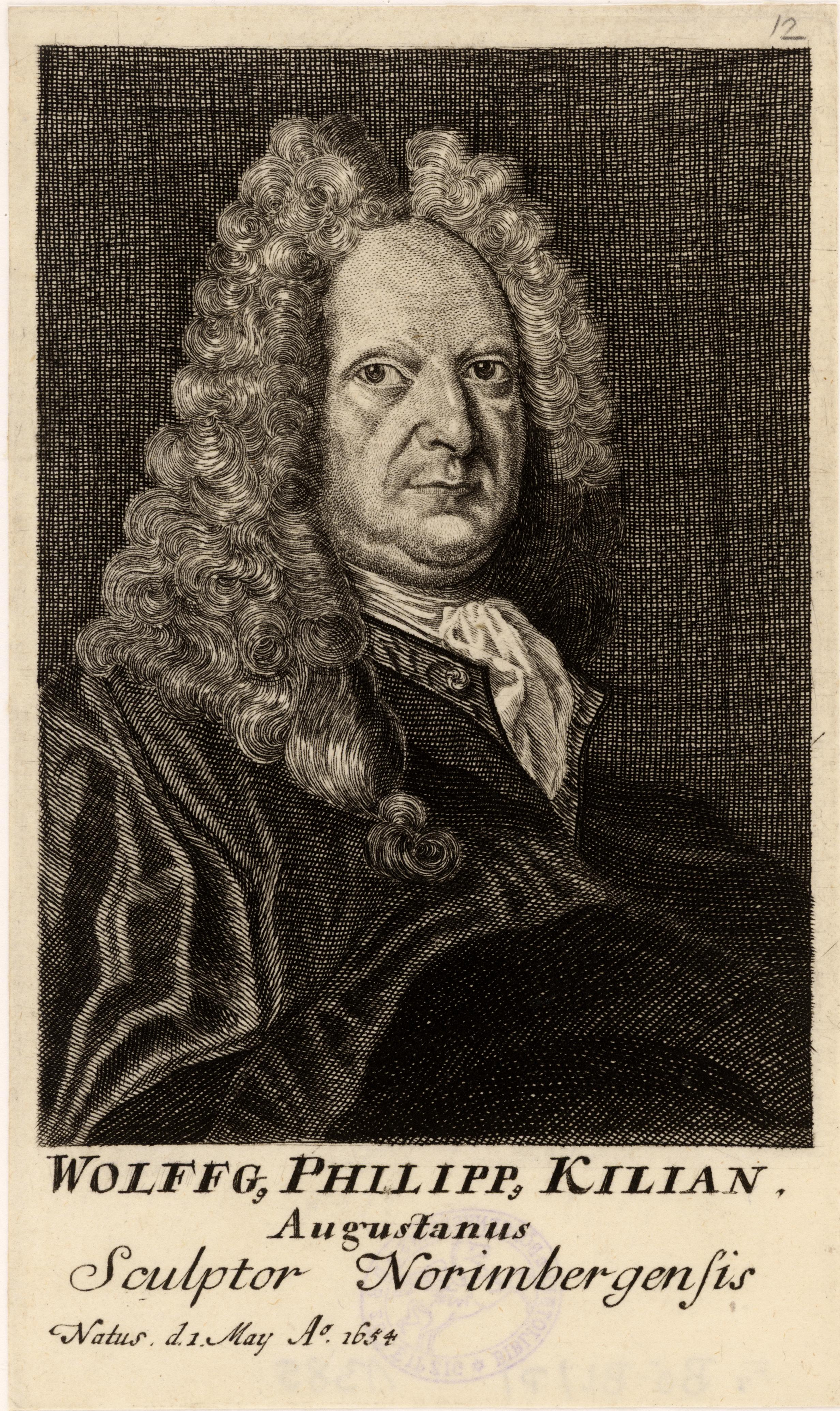
Wolfgang Philipp Kilian (1654–1732)
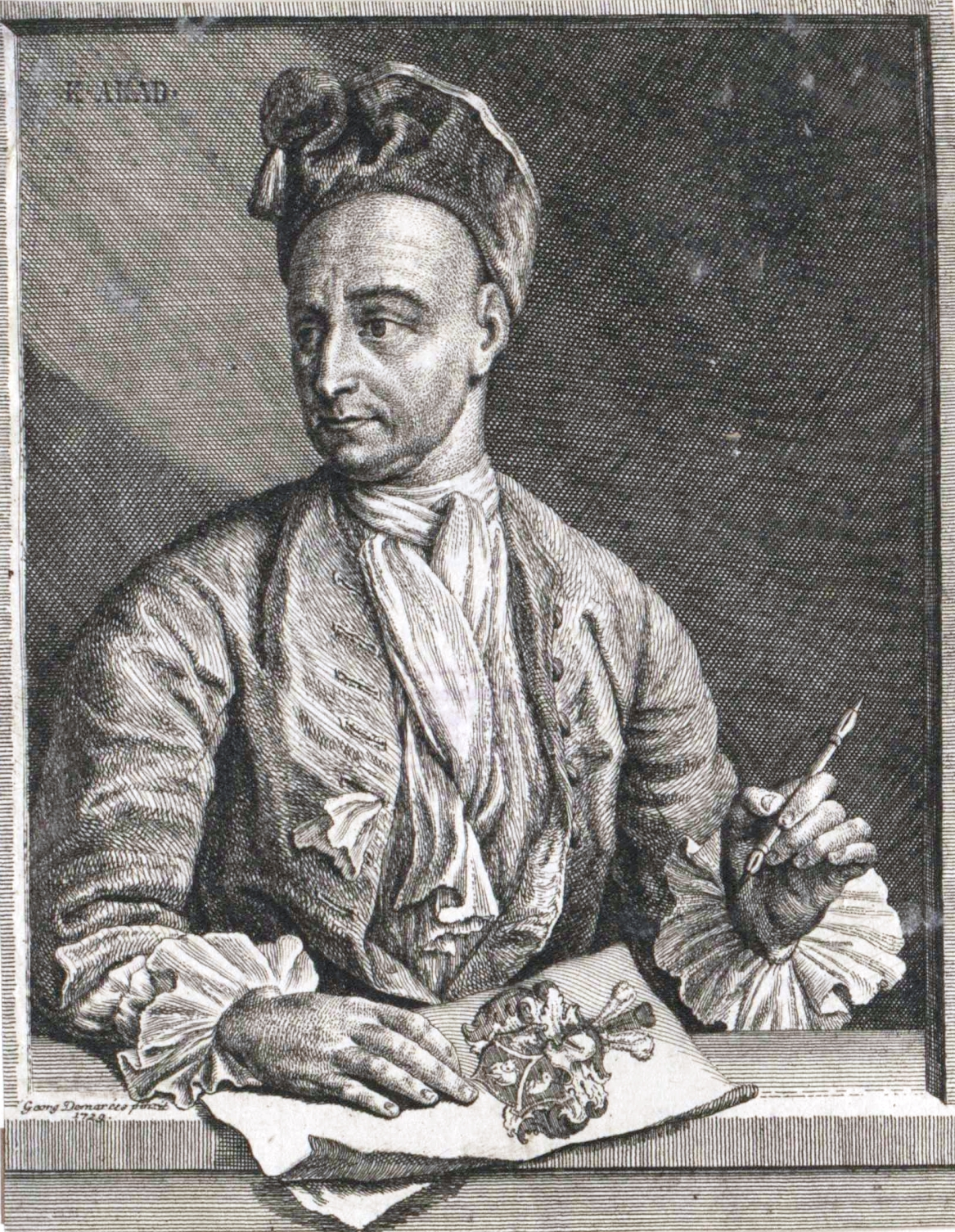
Georg Kilian (1683–1745)
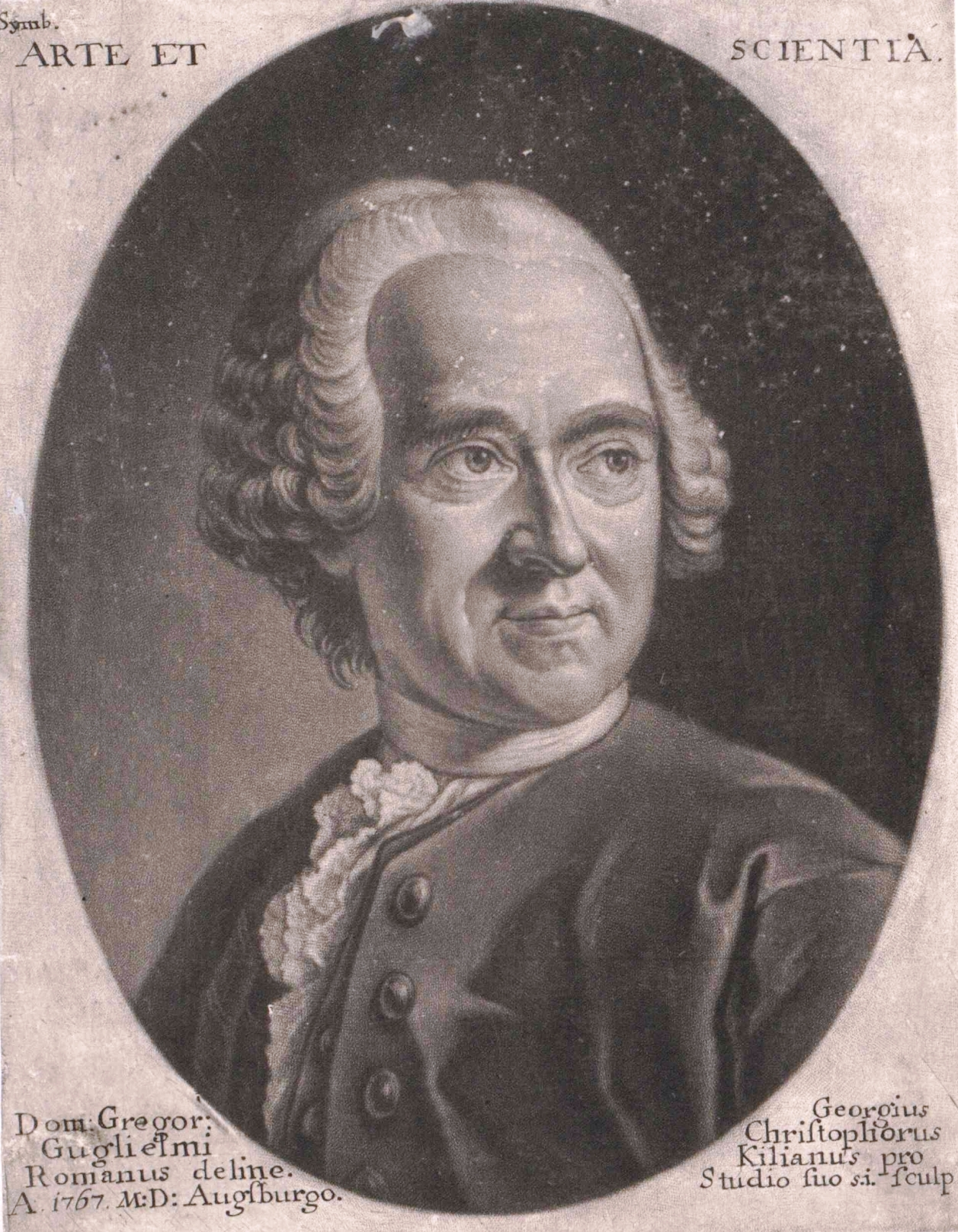
Georg Christoph Kilian (1709–1781)
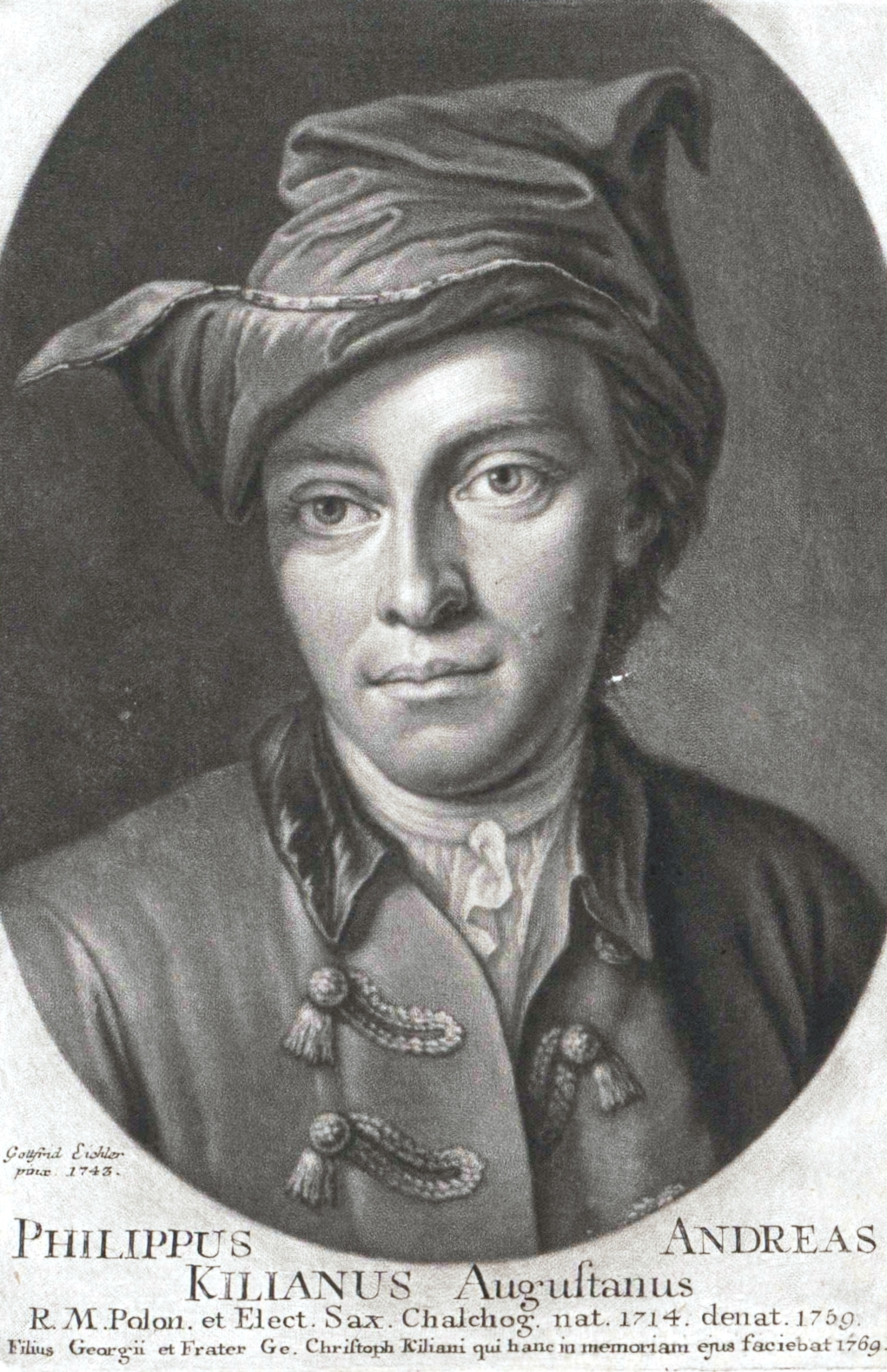
Philipp Andreas Kilian (1714–1759)

## Pour approfondir